# Kastanjebladbränna
Kastanjebladbränna (Guignardia aesculi) är en svampart som först beskrevs av Peck, och fick sitt nu gällande namn av V.B. Stewart 1916. Enligt Catalogue of Life ingår Kastanjebladbränna i släktet Guignardia,  och familjen Botryosphaeriaceae, men enligt Dyntaxa är tillhörigheten istället släktet Guignardia,  och familjen Mycosphaerellaceae. Artens status i Sverige är: Osäker förekomst. Inga underarter finns listade i Catalogue of Life.